# Quarantaine
Pour les articles homonymes, voir Quarantaine (homonymie).
Pour l'article concernant les guerres médiévales, voir Quarantaine-le-roi.
Pour l'article concernant les virus informatiques, voir Quarantaine (informatique).

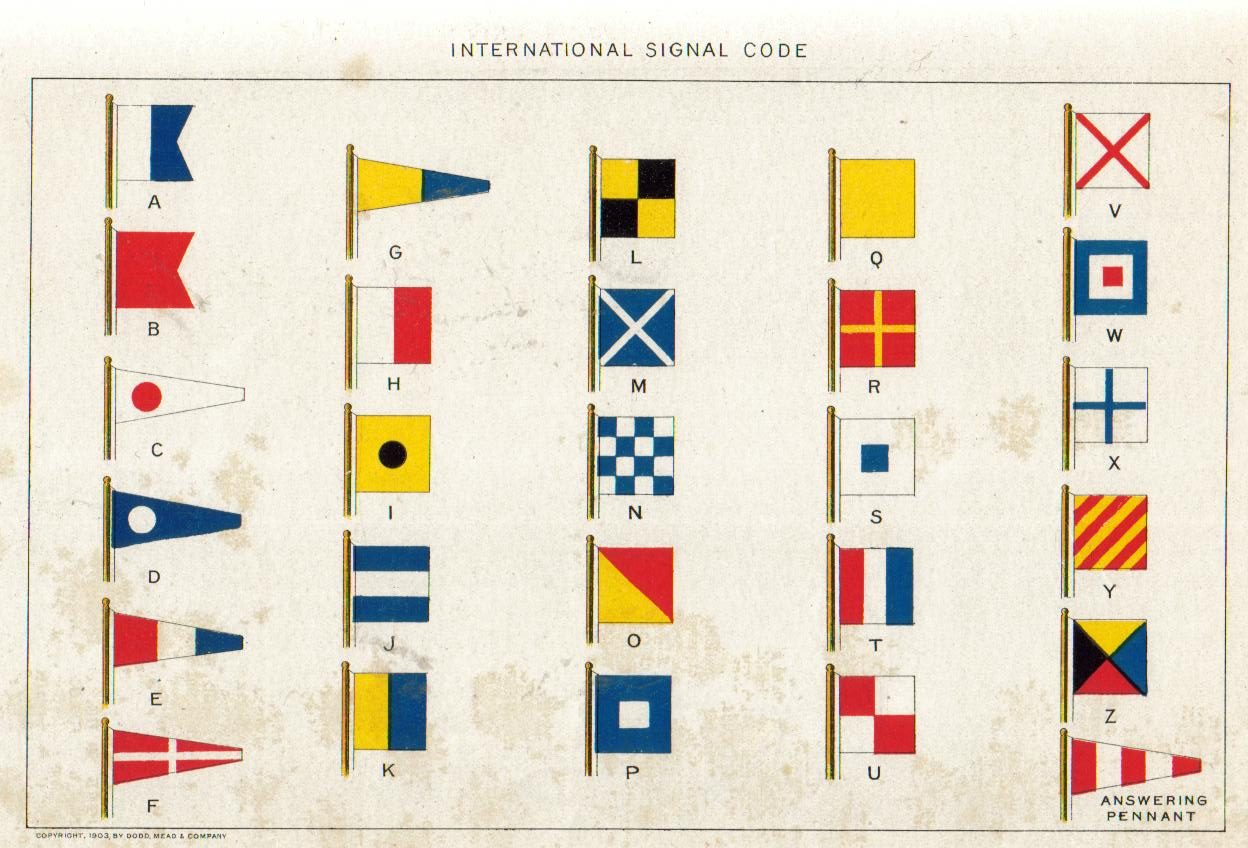
Code international des signaux maritimes. La combinaison QL des deux pavillons Q (comme Québec) et L (comme Lima) signale un navire placé en quarantaine.

La quarantaine consiste à isoler des personnes, des animaux, ou des végétaux durant un certain temps, en cas de suspicion de maladies contagieuses, pour empêcher leur propagation.
En empêchant les personnes d'avoir des contacts avec des individus sains se trouvant à l'extérieur de la zone de confinement, on rend la contagion impossible et les maladies infectieuses disparaissent d'elles-mêmes. C'est une mesure-barrière ; l'une des méthodes de prévention et de gestion des risques liés aux maladies infectieuses (épidémie, pandémie notamment).
S'il s'agit de personnes malades « confirmées », on parle plutôt d'isolement ou d'Isolement (soin de santé).
Au figuré le mot désigne aussi la condition d'une personne mise volontairement à l'écart (ostracisme).
Par extension, ce terme est également utilisé dans le domaine de la sécurité informatique.
En 2020, de nombreux pays décident d'appliquer des mesures de mise en quarantaine de leurs populations afin de ralentir la propagation d'une pandémie de maladie à coronavirus, appelée quatorzaine pour une isolation de 2 semaines,.

## Étymologie et évolution sémantique
Le mot « quarantaine », attesté en français depuis les années 1180, signifiait « espace de quarante jours » (période du carême). En français, au sens de mesure sanitaire, apparu au XIVe siècle, il dérive de l'italien quaranta (nombre quarante) et remonte à 1635,,.
La quarantaine sanitaire se définit historiquement comme la séparation, la détention et la ségrégation de sujets suspectés de maladies contagieuses. Le mot désigne ensuite aussi la période de cet isolement de personnes, d'animaux, d'objets ou de marchandises.
En épidémiologie, le mot désigne aujourd'hui une restriction complète de déplacement, provisoirement proposée ou imposée, à des personnes apparemment saines potentiellement exposées à une maladie contagieuse (voire des animaux ou objets suspects d'être contaminants tels que bagages, conteneurs, moyens de transport, marchandises...), alors que le terme isolement concerne plutôt des malades ou porteurs sains avérés (un malade déclaré est isolé, un sujet en période d'incubation possible est mis en quarantaine).
L'autoisolation prescrite, ou autoprescrite est une forme de quarantaine utilisée en 2020 pour COVID-19, envisagée au domicile de ou des intéressés, devant soit une possible phase d'incubation, soit une pathologie possible non testable, en pénurie de méthode diagnostique.[réf. nécessaire]

## Histoire

### Origines
La séparation et l'interdiction sociales se sont inscrites d'abord dans le cadre du sacré, avec la notion de tabou, par exemple le tabou alimentaire. La séparation du pur et de l'impur concernant les maladies est manifeste dans la Bible :

« Parlez aux Israélites, vous leur direz : lorsqu'un homme a un écoulement sortant de son corps, cet écoulement est impur

Voici en quoi consistera son impureté tant qu'il a cet écoulement : que sa chair laisse échapper l'écoulement ou qu'elle le retienne, il est impur

Tout lit où couchera cet homme sera impur et tout meuble où il s'assiéra sera impur

Celui qui touchera son lit devra nettoyer ses vêtements, se laver à l'eau, et il sera impur jusqu'au soir. »

— La Bible, Lévitique 15:2-5.
Ce passage a été interprété comme la description d'une gonorrhée avec « déclaration obligatoire de maladie contagieuse » et « isolement et désinfection ». En médecine hébraïque, des textes mentionnent les maladies de peau avec isolement social temporaire, ou avec exclusion définitive (discrimination des lépreux).
L'idée du nombre 40 comme période décisive de temps serait celle d'Hippocrate (vers le Ve siècle av. J.-C.), qui indique qu'une maladie aiguë se manifeste dans l'espace de 40 jours. D'autres mentionnent Pythagore qui attribue au chiffre 4 des vertus mystiques. Cette période de 40 jours est adoptée par les premiers textes chrétiens (le jeûne de 40 jours de Jésus-Christ dans le désert).

### Moyen-Âge

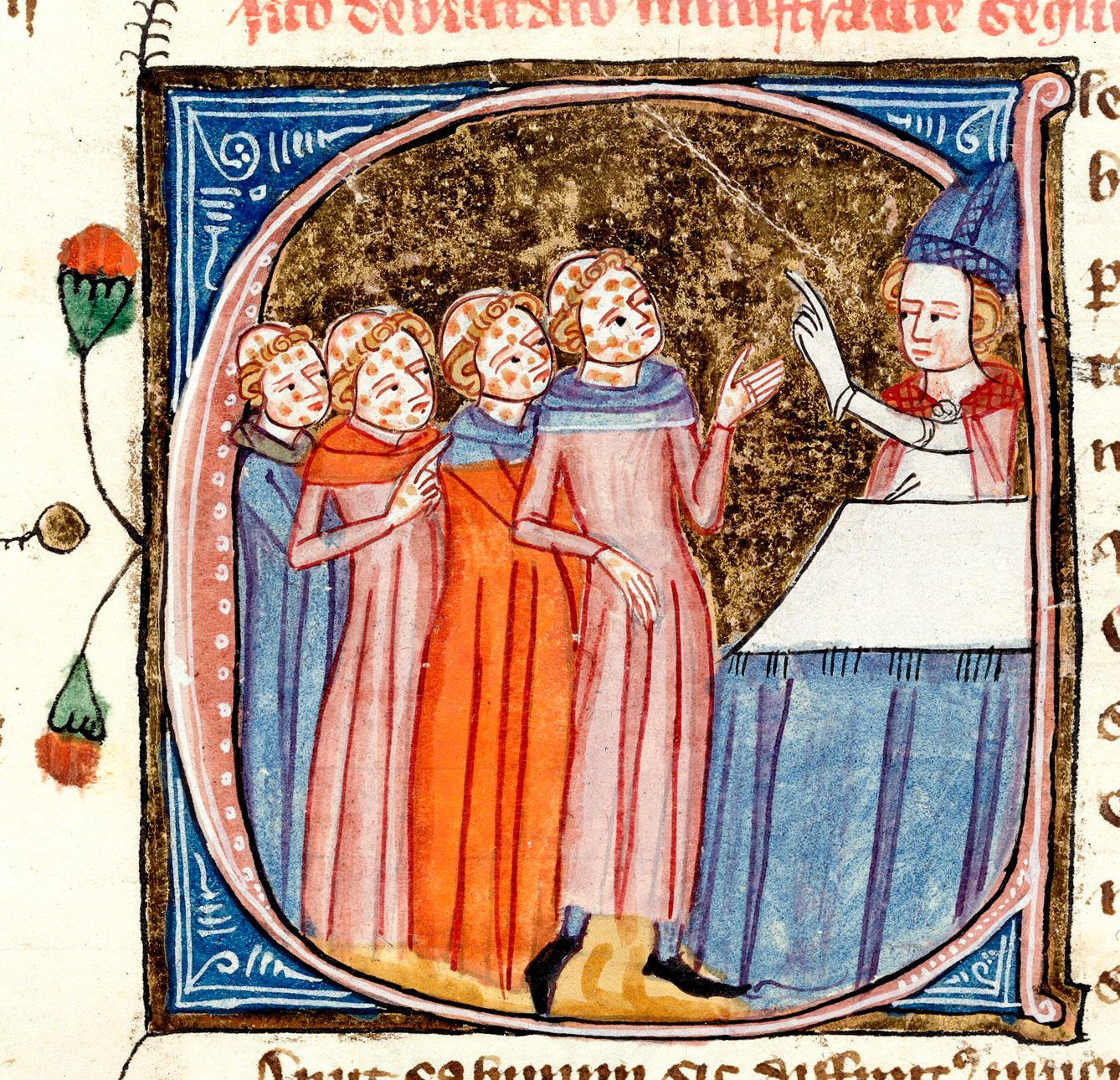
« Pestiférés bénis » ou « lépreux sermonés » par un évêque. Miniature du XIVe siècle, British Library de Londres.

En France, la séparation sociale et l'exclusion des lépreux relève de l'ordonnance royale du 21 juin 1321. Le rejet des lépreux est partout la norme, mais d'application locale très variée. De nombreuses villes ont une léproserie située à l'écart, avec limitation ou contrôle du déplacement des lépreux. Les motifs d'origine sont d'abord religieux et moraux : la lèpre est une maladie de l'âme qui se manifeste par une mort lente du corps.
Avec la survenue de la peste noire, les motifs sanitaires apparaissent au premier plan. Les mesures prises sont le fait des autorités municipales qui s'appuient sur le sens commun d'une contagiosité, notion de peu d'importance pour la médecine médiévale. Les mesures les plus anciennes d'isolement des pestiférés consistent à enfermer les pestiférés (et leur famille) dans leur maison (séquestration), une autre est l'expulsion hors de la ville. Ces mesures, d'ordre juridique plus que médical, sont adoucies à partir du XVIe siècle. Plus rarement, les malades sont autorisés à circuler, mais en étant porteurs de signes distinctifs.
Des structures sont mises en place pour concilier l'isolement et le soin : cabanes en bois hors agglomération (en 1348 à Avignon par le pape Clément VI), hôpital de pestiférés (à Venise en 1403). Des léproseries sont converties en hôpital pour pestiférés (à Marseille en 1476).
La quarantaine maritime proprement dite (isolement préventif) est instaurée le 27 juillet 1377, par le Grand Conseil de Raguse qui interdit l'accès de la ville ou de son district à ceux « qui arrivent d'une zone infestée par la peste, à moins qu'ils ne soient restés d'abord à Mrkan (it) ou à Cavtat pour s'y purger pendant un mois », instituant ainsi la première quarantaine officielle reconnue comme telle,.
La même année, Venise adopte le procédé de Raguse (isolement sur un îlot proche). Sur l'avis des médecins, la durée est portée à 40 jours pour les voyageurs terrestres, selon la doctrine hippocratique des jours critiques des maladies aiguës.
On fit construire le Lazzaretto Nuovo destiné à recevoir les navires et leurs équipages en provenance des ports méditerranéens qui étaient suspectés d’être vecteurs de maladie comme la peste (le Lazzaretto Vecchio à l'inverse, ne traitait que les cas avérés de maladie). À la fin du XVIe siècle, le lazaret possédait une centaine de chambres et plusieurs grands hangars destinées à entreposer les marchandises qui y étaient alors décontaminées en utilisant surtout la fumée générée par des herbes aromatiques, comme le genièvre ou le romarin.

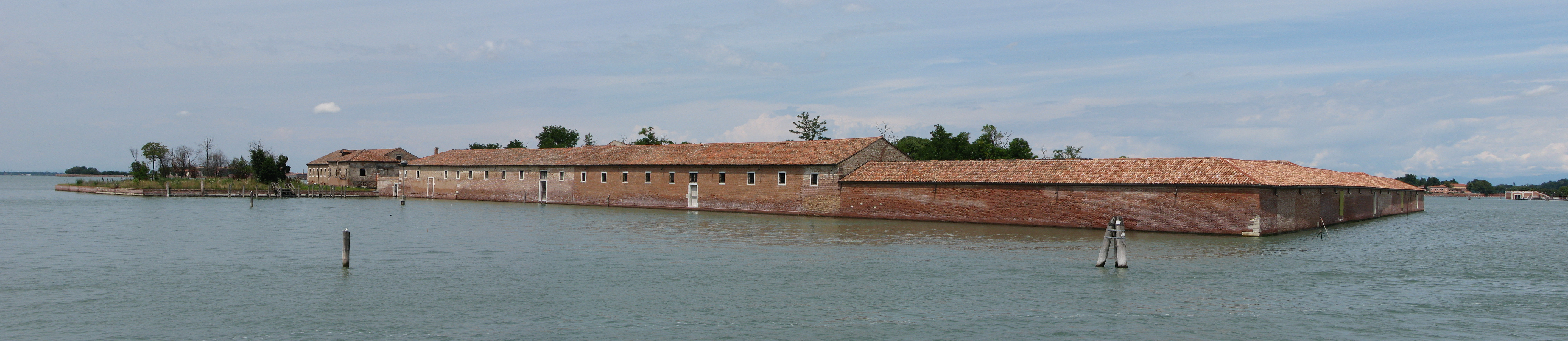
Le Lazzaretto Vecchio de Venise.

La quaranta se répand dans les ports italiens, elle est adoptée par Marseille en 1383, Barcelone en 1458, Édimbourg en 1475. L'application de la quarantaine est renforcée par la fondation de lazarets, dont le premier, celui de Venise (1403), sert de modèles pour d'autres ports (Gênes en 1469, Marseille en 1526).
La quarantaine sur terre est d'abord adoptée en Provence (Brignoles, 1464). Le système de quarantaines est renforcé par les patentes pour les marchandises, et les billets de santé pour les personnes. Il s'agit de certificats attestant la provenance d'une ville saine.

### Période classique

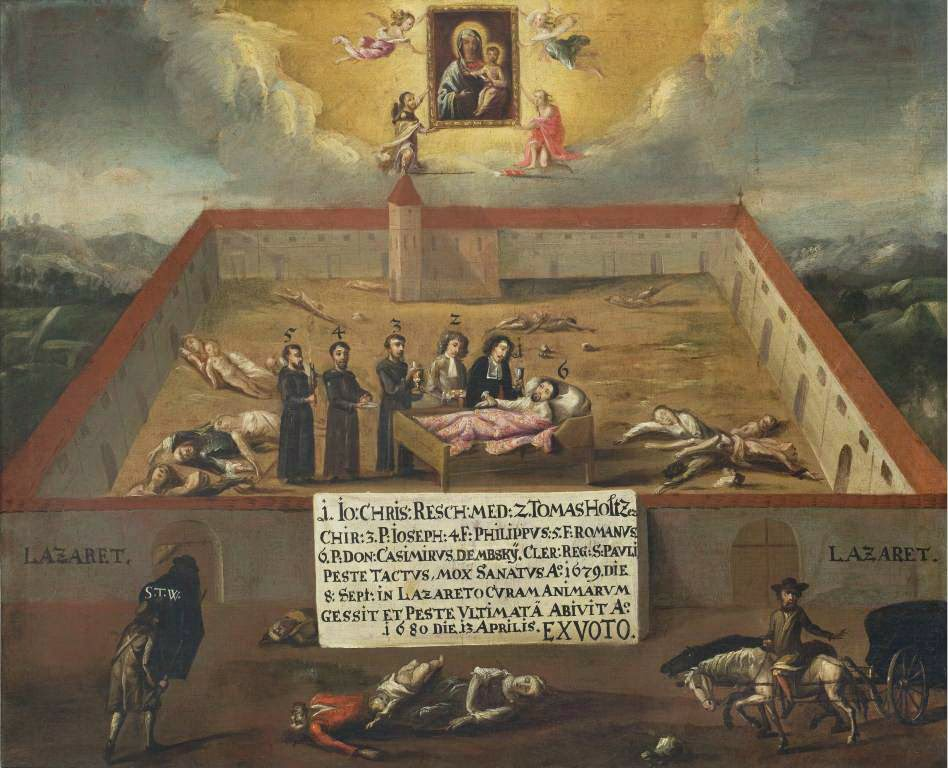
Lazaret de la grande peste de Vienne de 1679, ex-voto de 1680, Église Saint-Michel de Vienne.

Le système des quarantaines et lazarets devient une administration permanente à partir du XVIe siècle en Italie. Malgré leurs rivalités, les cités-États italiennes sont reliées par un réseau d'informations sanitaires provenant de France, de Suisse, et des Balkans. Cet exemple est suivi par les cités germaniques ; alors qu'ailleurs, en France, en Espagne ou en Angleterre, les quarantaines ne sont que des mesures temporaires.
À partir de la fin du XVIIe siècle, le système de quarantaine et de contrôle des épidémies est transféré progressivement de la cité au plan national. La santé devient une question gouvernementale. La coordination la plus avancée est alors celle de la Prusse et d'autres États germaniques, où l'expression police médicale est utilisée pour la première fois en 1764 par Wolfgang Thomas Rau (de) (1721-1772).
En Angleterre, les premiers règlements de quarantaines (niveau gouvernemental) sont établis en 1663. En France, le conseil du Roi met toute la Provence en quarantaine lors de la peste de Marseille en 1720-1722. Au cours du XVIIIe siècle un réseau de surveillance s'établit entre les grands ports méditerranéens d'Europe et du Levant.
Aux Amériques, la première quarantaine maritime est celle de Saint-Domingue en 1519 contre la variole. En Amérique du Nord, la quarantaine est aussi appliquée contre la variole, la première fois en 1647, par la colonie de la baie du Massachusetts pour les navires arrivant des îles Barbade. Puis contre la fièvre jaune, par les villes de New York (1688) et Boston (1691). En 1799, le Congrès américain transfère l'autorité des quarantaines (du niveau de chaque État) au niveau fédéral (secrétariat du Trésor jusqu'en 1876),.

### Période moderne

#### XIXesiècle

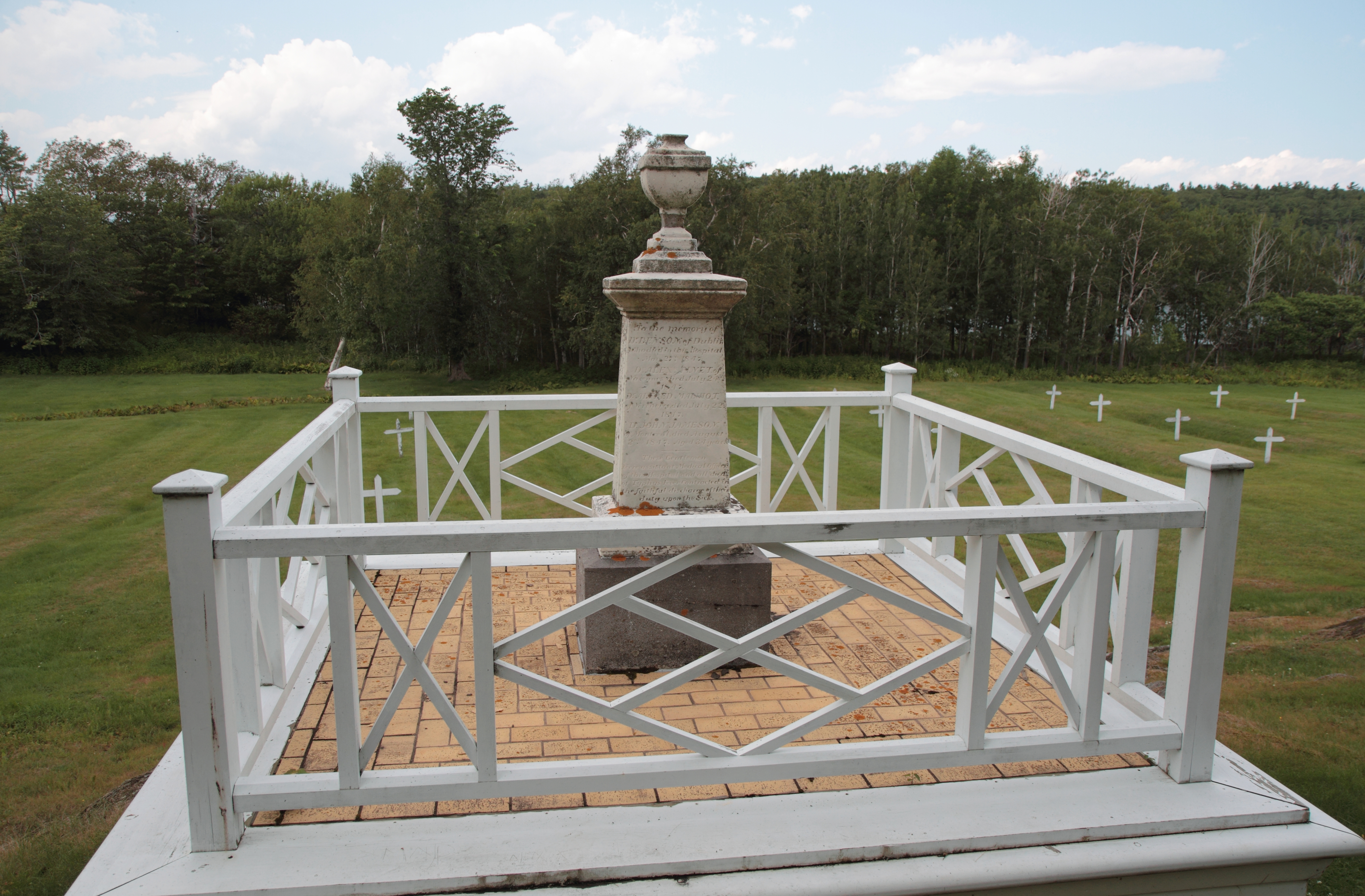
Le monument aux médecins dans le cimetière des Irlandais, sur Grosse Île du Québec, lieu de quarantaine créé en 1832 pour les immigrants.

La deuxième pandémie de choléra touche l'Europe en 1830 et l'Amérique du Nord en 1832. La stratégie officielle est alors de renforcer les méthodes utilisées contre la peste : quarantaines, lazarets et cordons sanitaires, mais celles-ci s'avèrent peu efficaces contre le choléra, ce qui suscite tensions sociales et troubles politiques. Les politiques de quarantaines varient selon les pays, elles peuvent servir de prétexte politique (pour restreindre les libertés de l'adversaire — déplacement, échange, correspondance…) ou économique (protection commerciale),.
En 1834, la France appelle à une standardisation internationale des politiques de quarantaine. En 1838, un Conseil Sanitaire International est fondé à Constantinople pour coordonner les mesures frontalières contre les épidémies. En 1851, la première conférence sanitaire internationale se tient à Paris, où le premier règlement sanitaire international est adopté. Il impose aux états signataires les mêmes mesures quarantenaires contre la peste et le choléra, mais sur les 12 pays participants à cette première conférence, trois seulement sont signataires : France, Portugal et Sardaigne.
Les conférences suivantes sont parfois le lieu de violentes discussions, comme celle de la conférence de Rome en 1885, à propos des quarantaines effectuées sur le canal de Suez pour les navires venant d'Inde. Le réel conflit n'était pas d'ordre sanitaire, mais politique (domination britannique ou française sur la région).
Aux États-Unis, la politique de quarantaine, dépendante du département du Trésor, est jugée mal appliquée, et une nouvelle législation fédérale de quarantaine est adoptée en 1878. L'autorité des quarantaines est transférée au Marine Hospital Service, un ancêtre du Service de santé publique des États-Unis. L'administration d'une quarantaine doit être médicalisée, et sa durée doit se baser sur la période d'incubation spécifique à la maladie.
En 1893, les États-Unis rejoignent le concert sanitaire européen. Les trois maladies quarantenaires internationales sont alors le choléra, la peste et la fièvre jaune.

#### XXesiècle

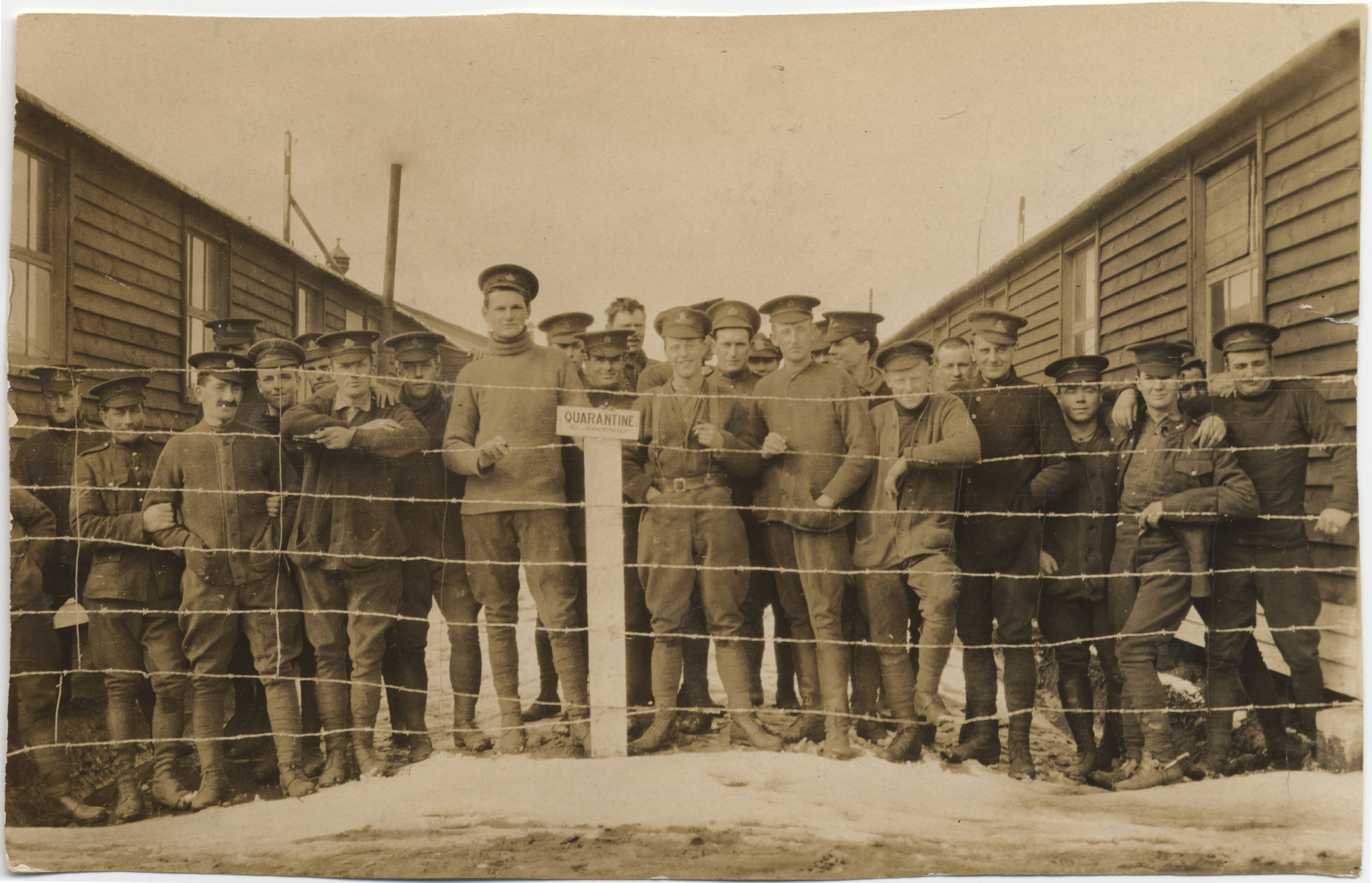
Soldats du Corps expéditionnaire canadien en quarantaine pour cause de rougeole, France, 1917-1918.

Les premières mesures concrètes, appliquées par un grand nombre de pays signataires sont celles de la 11e conférence internationale de Paris en 1903 (adoption d'une convention de 184 articles). En 1907, l'Office International de l'Hygiène Publique est fondé à Paris, réunissant 12 pays. Il devient après la Première Guerre mondiale le Comité d'Hygiène de la Société des Nations (SDN). En 1926, la liste des maladies quarantenaires est portée à cinq, avec l'ajout de la variole et du typhus.
Dans le premier tiers du XXe siècle, les mesures de quarantaines sont médicalisées. Le nouveau savoir microbiologique permet de distinguer les cas confirmés, les cas suspects et les sujets indemnes, ainsi que les modes de transmission et la durée d'incubation spécifiques à chaque maladie infectieuse. Il s'avère que la quarantaine peut être efficace pour limiter certaines maladies, mais aussi inutile ou néfaste pour d'autres.
Après la Seconde Guerre mondiale, l'OMS, fondée en 1948, remplace le Comité d'Hygiène de la SDN. L'expression « maladies quarantenaires » disparaît, pour devenir « maladies sous contrôle international » inscrites dans un règlement sanitaire international, adopté par 181 pays, et donnant lieu à déclaration obligatoire. En 1951, elles sont au nombre de 6 : choléra, peste, fièvre jaune, variole, typhus et fièvre récurrente.
Dans la deuxième moitié du XXe siècle, l'importance relative de la quarantaine décroît ; elle apparaît comme une des méthodes, parmi beaucoup d'autres, utilisées dans un système plus général de surveillance et de contrôle des maladies. Aux États-Unis, en 1967, 55 « stations de quarantaine » sont régies par le CDC et situées dans les ports et aéroports internationaux.

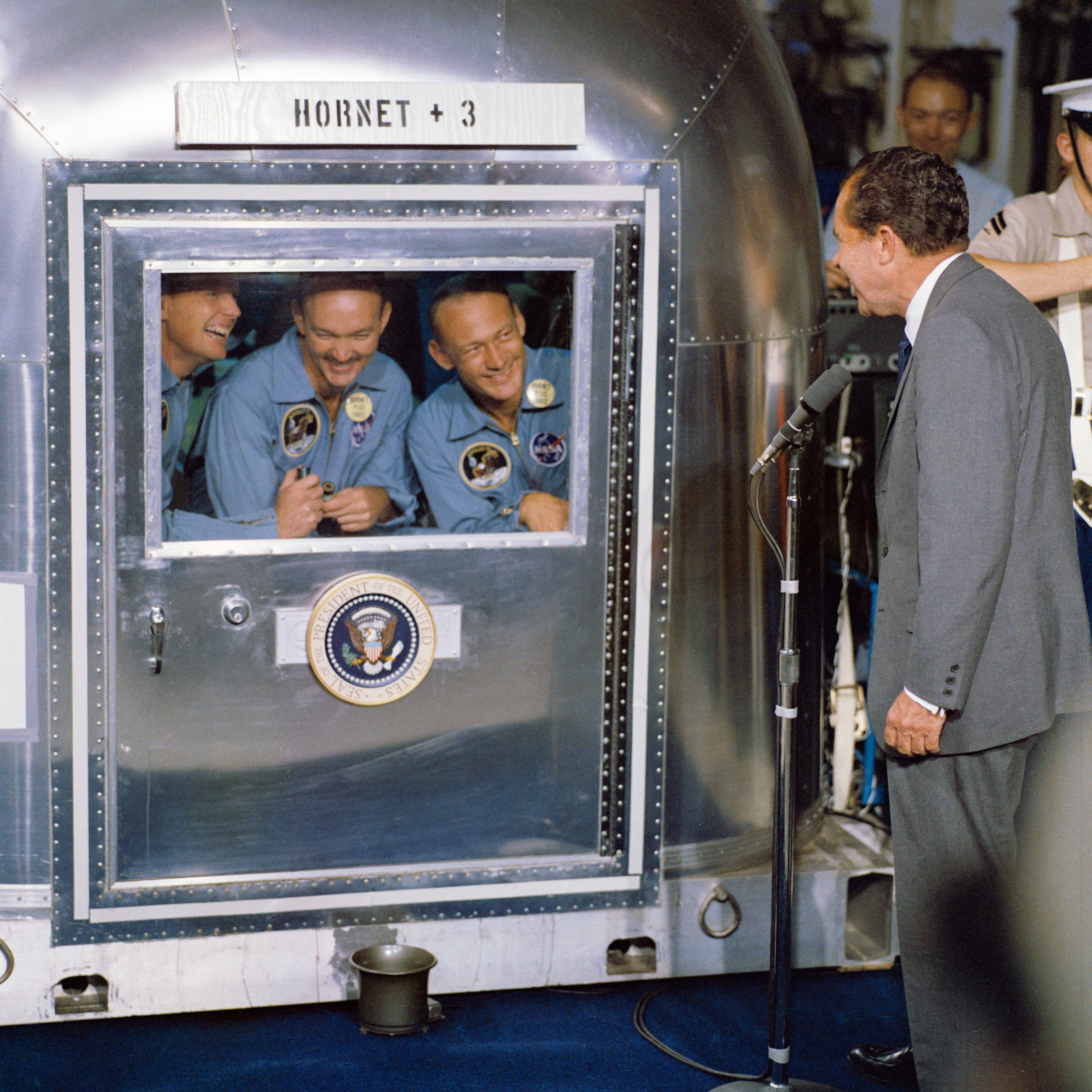
Les astronautes de la mission Apollo 11 en quarantaine à la suite de leur retour sur Terre.

Aux États-Unis, lors du retour des premières missions lunaires, les astronautes des missions Apollo 11, 12 et 14 ont été mis en quarantaine, par précaution (les astronautes de la mission de Apollo 13 n'ayant pu alunir en raison d'un problème technique).
En 1992, les stations américaines permanentes de quarantaine ne sont plus que 8. Il en est de même pour les maladies quarantenaires : dans les années 1980 le CDC listait encore 26 maladies pour l'entrée aux États-Unis, en 1992 cette liste est réduite à 7 maladies : fièvre jaune, choléra, diphtérie, tuberculose, peste, suspicion de variole (bioterrorisme) et fièvre hémorragique virale.
Il apparaît alors que la quarantaine n'est pas une panacée, qu'elle a ses limites, notamment lors de l'apparition du sida, pour des raisons biomédicales, mais aussi juridiques et éthiques. Dans d'autres cas, elle peut être validée pour des maladies ou des contextes particuliers. La quarantaine « moderne » est alors un moyen, non pas indistinct ou généralisé, mais « taillé sur mesures » et toujours discutable. Ce fut le cas lors de l'épidémie de SARS de 2003, ou de la pandémie A(H1-N1) de 2009,.

#### XXIesiècle
Le Royaume-Uni obligeait depuis les années 1800 les animaux en provenance de pays étrangers à subir une quarantaine d'une durée de six mois, de manière à prévenir la rage. Au début des années 2000, cette politique de quarantaine systématique a été allégée et au 1er janvier 2012 les animaux munis d'un passeport européen pour animal de compagnie ou Pet Passport peuvent désormais échapper à la mise en quarantaine (puisque ce document atteste que l'animal a été vacciné à une date précise).
En 2005, le règlement sanitaire international définit la quarantaine comme la « restriction des activités et/ou de la mise à l'écart des personnes suspectes qui ne sont pas malades ou des bagages, conteneurs, moyens de transport ou marchandises suspects, de façon à prévenir la propagation éventuelle de l'infection ou de la contamination ».
Depuis 2000, les retours d'expériences des épidémies ou pandémies de H5N1, SRAS, du MERS puis SARS-CoV-2, et des modèles épidémiologiques, ont conduit à affiner les protocoles de quarantaine, ou d'Isolement (soin de santé) pour certaines maladies, et un cadre international a été produit en 2005 par l'OMS. Ainsi :
- des quarantaines à l'échelle de la ville ont été imposées en Chine et au Canada contre le SRAS en 2003, et en Afrique de l'Ouest de nombreux villages ont été mis en quarantaine pour freiner et stopper l'épidémie d'Ebola de 2014 ;
- en 2019-2020, l'isolement volontaire (« autoisolation ») et la quarantaine ont été utilisés à très grande échelle pour freiner la pandémie de COVID-19). Des villes entières de Chine[9], puis des régions imposent des restrictions sans précédent. En Europe, le premier confinement en Italie débute en février 2020, tandis que des milliers de ressortissants étrangers rentrant d'un voyage en Chine étaient de par le monde invités à s'isoler eux-mêmes chez eux ou dans des installations gérées par l'État[24];
- le cas particulier du Diamond Princess, qui s'est vu interdire de débarquer (et mis de fait en quarantaine obligatoire) et où plus de 700 personnes ont contracté la COVID-19, montre que dans un contexte d'improvisation, un lieu confiné et inapproprié peut aussi devenir un lieu d'incubation et de contagion[25].
- Pour la maladie à coronavirus de 2019, des quarantaines réduites à quatorze jours ont été effectuées. Toutefois, la durée de quatorze jours n'étant pas suffisantes, la quatorzaine a été rallongée à 21 jours[26].

## Mise en œuvre et conditions d'efficacité

### Leçons de l'histoire
La disparition des épidémies de lèpre et de peste en Europe reste mal expliquée ; il en est de même pour l'efficacité relative des quarantaines et autres mesures de ségrégation. Dans le cas de la lèpre, pour les historiens modernes, la rigueur des textes historiques sur la ségrégation des lépreux ne concorde pas avec la réalité (mesures peu ou diversement appliquées). La disparition de la lèpre en Europe se fait progressivement et sans bruit, une disparition qui n'a pas dépendu de la médecine ou de l'administration. A contrario, la persistance de foyers lépreux en Scandinavie jusqu'au XIXe siècle pose les mêmes problèmes d'interprétation.
En revanche, pour les épidémies de peste, les historiens accordent généralement une importance aux quarantaines comme moyen de contrôle des épidémies. Elle est efficace si elle s'articule avec un système coordonné au niveau des États. Selon Biraben, l'exemple probant est l'Empire ottoman en 1841 qui élimine les grandes épidémies de peste en quelques années en appliquant strictement les mesures prises par les pays européens. De même l'éradication de la variole a été rendue possible par la vaccination et aussi par une politique de containment (isolement, confinement).
Pour d'autres maladies, l'application de la quarantaine « par mimétisme » s'est révélée peu efficace. Ce fut notamment le cas pour le choléra, la fièvre jaune, la typhoïde, ou la poliomyélite, par ignorance, à l'époque, des caractères réels de la maladie (mode de transmission, porteurs sains…),.

### Définitions et objectifs
Une quarantaine s'effectue généralement dans le cadre d'une gestion de crise (ex : plan de crise pour une pandémie). Stricto sensu, la mise en quarantaine ne doit pas être confondue avec l'isolement qui ne concerne qu'un seul individu ou un cluster (familial par exemple) dont la pathologie est déclarée ou suspectée en raison de l'apparition de symptômes.
L'objectif de la quarantaine est de mettre à l'écart tous les porteurs potentiels de germes (en raison : soit de leur provenance d'un milieu à risque ; soit des contacts physiques que ces personnes ont eus avec l'individu ou la matière éventuellement contaminé), et cela même s'ils ne manifestent aucun signe clinique, pendant une durée suffisante pour couvrir la période d'incubation de la maladie suspectée. Le but est d'empêcher que la maladie ne se déclare dans un milieu déjà protégé, évitant ainsi sa propagation potentiellement exponentielle.

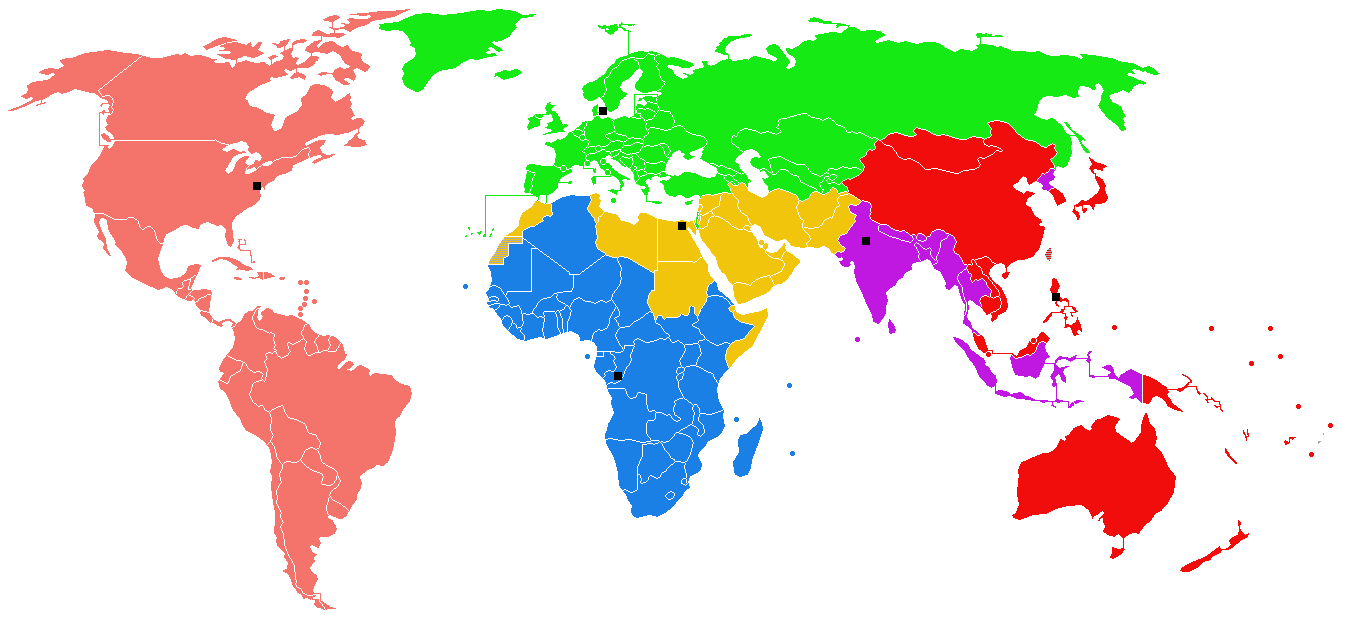
Les six bureaux régionaux de l'OMS :
Washington pour la région Amériques en rose,
Copenhague pour la région Europe en vert (Israël en fait partie),
Manille pour la région Pacifique ouest en rouge,
New Delhi pour la région Asie du sud-ouest en violet (la Corée du nord en fait partie),
Le Caire pour la région Méditerranée orientale en jaune,
Brazzaville pour la région Afrique en bleu.

Dans son règlement sanitaire international (RSI, 2005), article 1, l'OMS définit une quarantaine comme « la restriction des activités et/ou de la mise à l’écart des personnes suspectes qui ne sont pas malades ou des bagages, conteneurs, moyens de transport ou marchandises suspects, de façon à prévenir la propagation éventuelle de l’infection ou de la contamination ».
Le placement en quarantaine peut faire partie des recommandations de l'OMS faites aux Ėtats-membres, qui peuvent être temporaires (d'une durée de trois mois renouvelable) ou permanentes (d'application systématique ou périodique). Une quarantaine s'effectue selon les principes énoncés dans le RSI (articles 1 et 18), notamment en ce qui concerne le respect de la dignité des personnes et de leurs droits fondamentaux (article 32).
Une quarantaine peut consister à « isoler ou traiter si nécessaire les personnes affectées ; rechercher les contacts des personnes suspectes ou affectées ; refuser l’entrée des personnes suspectes et affectées ; refuser l’entrée de personnes non affectées dans des zones affectées ; et soumettre à un dépistage les personnes en provenance de zones affectées et/ou leur appliquer des restrictions de sortie » (article 18).
Ces recommandations ne sont pas contraignantes, chaque pays garde la décision d'appliquer ou pas une quarantaine en fonction de sa situation épidémiologique particulière, tout en ayant l'obligation de fournir à l'OMS les motifs de sa décision (articles 3 et 43).

### Mise en œuvre
L'OMS et le RSI reconnaissent que la mondialisation rend les actions de quarantaine moins efficaces et plus difficile à mettre en œuvre. Plusieurs fois, en phase de début d'épidémie à tendance pandémique, l'OMS a réitéré une recommandation de ne pas limiter les voyages ou le commerce international.
L'instauration d'une quarantaine doit d'abord être épidémiologiquement construite et justifiée par des besoins de santé publique, notamment pour le choix des personnes à mettre en quarantaine ; par exemple le virus Ebola n'est pas propagé par des personnes asymptomatiques, mais le SARS-CoV-2 ou la grippe peut l'être.
La quarantaine doit être bien expliquée, cohérente, et coordonnée souvent bien au delà des frontières juridictionnelles locales.
Dans le contexte d'une globalisation croissante et de l'accélération des transports, elle doit faire partie d'un ensemble plus large de stratégies visant à prévenir l'introduction, la transmission et la propagation de la maladie transmissible en cause.
Selon une étude récente (2020) quand une quarantaine est jugée nécessaire, les autorités devraient veiller à ce que sa durée n’excède pas le temps requis, à bien informer la population sur les raisons et les protocoles de cet isolement, tout en veillant à ce que les fournitures suffisantes et appropriées (nourriture, médicaments, soins médicaux...) soient fournies. Appeler à l'altruisme en rappelant le bénéfice de la quarantaine pour l’intérêt général et la santé de tous peut aider à son bon déroulement.
Les personnes saines travaillant au contact des individus confinés dans un lieu de quarantaine — comme le personnel médical — doivent adopter les meilleures pratiques en termes de protection individuelle et collective (masque, combinaison, lavage systématique des mains, bonne gestion des excréta…) en veillant dans la mesure du possible au bien-être des personnes confinées.

### Défis logistiques

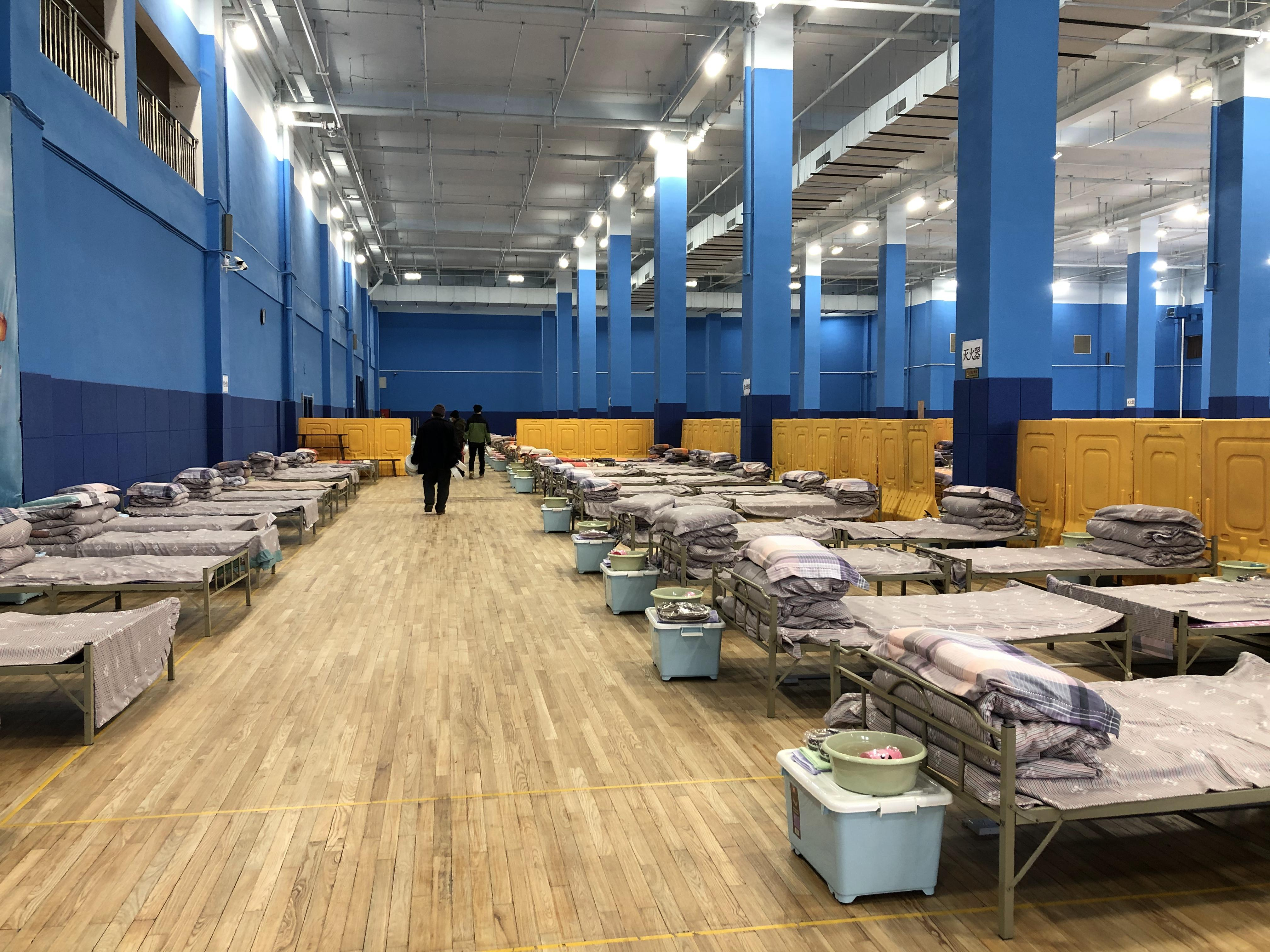
Centre sportif réquisitionné pour l'isolement et le soin de personnes infectées par la maladie à coronavirus 2019, à Wuhan (Chine).

Ces défis sont matériels, financiers et organisationnels. Ils concernent le choix rapide de lieux adaptés, la séparation rapide et efficace, mise constamment à jour, des individus symptomatiques de ceux qui sont asymptomatiques en quarantaine, faute de quoi, une transmission accrue peut résulter d'une promiscuité mal gérée. Il s'agit par exemple du risque nosocomial dans le cas d'hôpitaux comme lieux de quarantaine.
Autre exemple, dans le cas de limitations de déplacement, si des patients asymptomatiques mais contagieux sont indistinctement mélangés avec des personnes saines, la transmission du virus peut être facilitée dans la zone confinée. Dans le cas des virus aéroportés, le système de climatisation ne doit pas faire circuler le virus.
Le transport, le tri, l'alimentation, les soins, la gestion des excreta, des déchets et des cadavres posent des problèmes logistiques spécifiques.

### Cadre juridique
Juridiquement parlant, une mise en quarantaine imposée est une limitation provisoire de la liberté personnelle de voyager et de proximité d’autrui, justifiée par l’intérêt général.
L'une des conditions d'acceptabilité de la quarantaine est qu'elle respecte le Droit, international notamment. Missionnée par l'ONU, l'Organisation mondiale de la santé (OMS) a établi un règlement sanitaire international (RSI 2005, qui est le nouveau cadre juridique, contraignant, pour la gestion internationale des maladies émergentes et réémergentes et d'autres risques pour la santé. Son article 1 définit une quarantaine comme « la restriction des activités et/ou de la mise à l’écart des personnes suspectées qui ne sont pas malades ou des bagages, conteneurs, moyens de transport ou marchandises suspects, de façon à prévenir la propagation éventuelle de l’infection ou de la contamination ».
Les pays ou d'autres juridictions (Europe, régions, villes…) peuvent décliner ce règlement avec certaines marges de liberté ; un constat est que les directives (provisoires) sur la quarantaine sont parfois ambiguës ou varient d'une juridiction à l'autre (selon les politiques de santé et de sécurité publiques, les cultures ou les budgets notamment).

### Accompagnement sociopsychologique
L'isolement au domicile ou dans un lieu destiné à la quarantaine a des effets psychologiques.
- Parmi 3166 articles scientifiques sur ce sujet, 24 ont récemment (2020) fait l’objet d’une étude approfondie[30]. Il en ressort que l'isolement de quarantaine peut générer, plus ou moins selon les contextes, l'ennui, de la confusion, de la frustration et de la colère ; et des craintes de confinement plus long que prévu et/ou d'infection. Des fournitures et informations insuffisantes ou inadéquates, et une éventuelle stigmatisation peuvent aggraver ces effets. Les pertes financières sont aussi une source de stress[30]. Un patient très dépressif isolé en hôpital durant l'épidémie de SRAS s'est pendu (malgré une aide psychiatriques) et une tentative de suicide a eu lieu peu après[31].
Plusieurs études suggèrent de possibles séquelles de type stress post-traumatique[30].
- La première quarantaine stricte et à très grande échelle a été mise en œuvre en Chine, pour freiner le début de Pandémie de maladie à coronavirus de 2019-2020[34]. L'isolement a touché de très nombreux chinois, bouleversant souvent leur vie quotidienne, sociale, professionnelle et familiale, générant parfois des troubles anxieux profonds, allant jusqu'à la panique ou la dépression. Une première enquête chinoise (entamée dès le 31 janvier 2020), sur la base d'un questionnaire d'auto-évaluation librement accessibles dans tout le pays, via la plateforme d'évaluation psychologique intelligente de Siuvo, a porté sur la prévalence et la gravité de l'anxiété, la dépression, de phobies spécifiques, de changement cognitif, de comportements d'évitement, compulsif, sur les symptômes physiques et le sentiment de désocialisation durant la semaine écoulée (allant de 0 à 100 ; un score entre 28 et 51 indiquant une détresse légère à modérée. Un score ≥52 indiquant une détresse sévère. Les réponses aboutissaient à un « index » de détresse psychique péritraumatique, dit COVID-19 Peritraumatic Distress Index (CPDI). 52 730 réponses ont été validées (provenant pour 64,73% de femmes). Le mode de construction de l'index CPDI a été validé par les psychiatres du Centre de santé mentale de Shanghai [35]. Le score moyen était de 23,65 (15 à 45). Près de 35% des répondants ont subi une détresse psychologique (29,29 % des scores étaient compris entre 28 et 51, et 5,14 % supérieurs ou égal à 52). Le score CPDI dépendait du genre, de l'âge, du niveau scolaire, de la profession et de la région. Il était plus élevé pour femmes que pour les hommes (fréquent dans les cas de stress post-traumatique)[36].

### Aspects socio-politiques
Certains, tel Patrick Zylberman, historien de la santé et professeur émérite à l’École des hautes études en santé publique, attirent l'attention sur le fait que dans certains contextes sociopolitiques, l'isolement est parfois contre-productif par exemple :
- quand une mesure mal préparée engendre une panique comme en 2014 quand certains quartiers de Monrovia, la capitale du Liberia, furent placés en quarantaine pour endiguer l'épidémie d'Ebola. Des habitants effrayés (notamment dans West Point, le township le plus pauvre de la ville) se sont heurtés aux forces de l'ordre, la répression conduisant à la mort de plusieurs civils[32],[37]. Un lycée transformé en centre de confinement accueillant 29 malades avait été attaqué par une bande armée venue piller les lieux. Dix-sept patients avaient fui lors de l'assaut, neuf sont décédés quatre jours plus tard, tandis que trois autres furent emmenés de force par leurs parents vers une destination inconnue[38]. Dans ce contexte, les mesures de quarantaine ont accentué la défiance de la population envers le personnel médical, poussant des malades à cacher leurs symptômes pour éviter le confinement[32].
- En Chine lors de l’épidémie en 2003 de SRAS, des émeutes et manifestations violentes ont eu lieu dans les régions de Nankin et Shanghai à la suite de confinements brutaux ne prévoyant aucune aide aux populations concernées, notamment l’approvisionnement alimentaire ou les soins médicaux[32].

La quarantaine ne doit en aucun cas être utilisée comme une mesure politique, dépourvue de base scientifique, ni comme une mesure punitive,, par exemple dans un contexte de violation des droits de l'Homme ou des libertés civiles.
- En Chine, une quarantaine a été imposée à des opposants au régime ou à des militants des droits de l'homme en avril 2020, ce qui a été caractérisé comme une atteinte effective de leurs droits individuels en prolongeant indument des sanctions pénales ou administratives formelles[42].

## Travail en quarantaine
Dans un sens plus large, on désigne par zone de quarantaine les locaux servant au stockage, à l'étude ou à la transition d'éléments biologiques non-implantés dans l'environnement desdits locaux. L'objectif n'est plus uniquement sanitaire, mais surtout écologique : la dispersion de ces organismes exotiques étant susceptible de conduire à une invasion. De telles zones peuvent se trouver dans les aéroports, mais aussi dans les centres de recherches ou les parcs zoologiques.

## En informatique
Métaphoriquement on parle de « fonction quarantaine » d'un logiciel antivirus.
Elle permet de maintenir un fichier infecté par un virus informatique dans une zone blanche sans lien avec le cœur du système, pour l'empêcher d'agir sur l'ordinateur de la victime. Cependant, il n'y a aucun moyen de supprimer le ou les fichiers infectés, car toute manipulation effectuée sur un de ces fichiers leur offre à nouveau la possibilité d'agir, le meilleur moyen étant de faire une restauration complète afin de remettre le système sous un jour meilleur, ou de manière plus radicale, de réinstaller entièrement le système en ayant préalablement détruit les partitions du disque et en installant le système sur une nouvelle base, saine.